# Entrechaux
Entrechaux este o comună în departamentul Vaucluse din sud-estul Franței. În 2009 avea o populație de 1.049 de locuitori.

## Evoluția populației
| An        | 1975 | 1982 | 1990 | 1999 | 2006 | 2009  |
| --------- | ---- | ---- | ---- | ---- | ---- | ----- |
| Populație | 637  | 724  | 809  | 869  | 989  | 1.049 |